# Весна (Тверская область)
Весна — деревня в Конаковском районе Тверской области России, входит в состав Вахонинского сельского поселения. Расположена на юго-востоке региона. Имеет протяжённость около 1 км и насчитывает около 60 домов (2018).

## История
В начале 1920-х годов деревня Поганцево была переименована в Зиновьево в честь советского партийного деятеля Зиновьева. После того как Зиновьев был репрессирован, деревня получила название Весна по колхозу располагавшемуся в ней.

## Население
| 2010 |
| ---- |
| 1    |